# Gauripur
Gauripur é uma cidade e uma town area committee no distrito de Dhubri, no estado indiano de Assam.

## Geografia
Gauripur está localizada a 26° 05′ N, 89° 58′ L. Tem uma altitude média de 26 metros (85 pés).

## Demografia
Segundo o censo de 2001, Gauripur tinha uma população de 23 477 habitantes. Os indivíduos do sexo masculino constituem 52% da população e os do sexo feminino 48%. Gauripur tem uma taxa de literacia de 75%, superior à média nacional de 59,5%: a literacia no sexo masculino é de 81% e no sexo feminino é de 69%. Em Gauripur, 11% da população está abaixo dos 6 anos de idade.